# Хуа Гуофенг
Су Џу (16. фебруар 1921 — 20. август 2008), познатији под ратним именом Хуа Гуофенг, био је премијер НР Кине и председник КП Кине после смрти Мао Цедунга од 1976. до 1981. године.

## Биографија
Рођен је 1921. године у провинцији Шанси. Учествовао је у Дугом маршу 1936, а прикључио се комунистима у борби против јапанске окупације. После тога, члан Комунистичке партије Кине постао је 1938. године, а по завршетку Кинеског грађанског рата 1949, преселио се у провинцију Хунан, где је радио као партијски функционер све до 1971. године. Мао Цедунг га је први пут упознао 1955. и био задивљен његовом једноставношћу. За вицегувернера провинције Хунан постављен је 1958. године. Хуин политички утицај повећао се током Културне револуције, а тада је уједно био вођа покрета у Хунану. Године 1969, изабран је за члана Деветог састава Централног комитета Комунистичке партије Кине.

## Политички успон
Поновно је изабран у ЦК КПК 1973, након чега је постао и члан Политбироа. Од 1975. године био је министар за јавну безбедност и заменик премијера. Потенцијални Маов наследник, Чоу Енлај, умро је 8. јануара 1976, а опозиција око Денг Сјаопинга је била још увек недовољно јака, па је стварну власт држала Четворочлана банда. Након инцидента на Тјенанмену 1976, Денг је скинут са свих функција у влади и партији, а Хуа уздигнут на функцију првог потпредседника ЦК КПК и премијера Државног већа.
Дана 6. октобра, месец дана након Маове смрти, група на челу с Хуом извршила је хапшење Четворочлане банде. Хуа је напустио традиције Културне револуције и почео да враћа индустријско планирање совјетског типа. Међутим, група око Денга, која је подупирала реформе, надгласала га је до 1978. године. Октобра 1979, Хуа је отпутовао у посету неколико земаља у Европи, први пут да је то учинио неки кинески вођа након 1949. године, посетивши Западну Немачку, Француску и Уједињено Краљевство.

## Повлачење са власти
Денгов утицај је убрзано растао и Хуа је био принуђен да га рехабилитује вративши га на његов бивши положај потпредседника Владе. Године 1980. Хуа је поднео оставку и препустио место председника владе, наводећи као разлог политику партије која се противи да високи званичници држе позиције и у странци и у влади. Сјаопинг је постепено уклонио Хуу са свих важнијих функција до 1981. године, иако је он сам био само председник Централне војне комисије КПК. Од 1982. је остао само члан Централног комитета КПК. Почетком 2002. године, Хуа је изгубио место и у Централном комитету. Ипак, на Седамнаестом конгресу КПК 2007, учествовао је као специјални посланик.
Упркос задржавању неких партијских функција, Хуа је живео повучено и бавио се узгојем грожђа. Здравствено стање му се закомпликовало 2008, након чега је био хоспитализован. Умро је у Пекингу 20. августа 2008. године. На његовој сахрани били су присутни сви чланови државног врха

## Остало
Године 1978. Хуа Гуофенг је постао почасни грађанин Београда.